# Apoo-Festival
Apoo ist eines der zwei großen Festivals im Westen von Ghana. Es wird alljährlich im April/Mai in Städten wie Techiman, Nkoranza und Wenchi und im November in Nwoasi gefeiert.
Es entstand in Bono-Manso, der Hauptstadt des historischen Königreichs Bono.
Der mündlichen Überlieferung zufolge leitet sich das Wort Apoo vom Verb Po ab, das ablehnen oder verweigern (engl.: reject) bedeutet. Das Fest richtet sich gegen alles Böse wie Katastrophen, Angst und Flüche.
Apoo ist eine Art Karneval, während dessen sich Männer als Frauen (und umgekehrt) verkleiden. Lokale und nationale Autoritäten werden scherzhaft, aber schonungslos mit der Volksmeinung konfrontiert; insbesondere Fälle von Korruption werden angeprangert. Allerdings geht es auch um Versöhnung: Familienfehden werden bevorzugt während des Apoo geschlichtet.
Höhepunkt des Apoo ist der Festzug des lokalen Königs (Omanhene) durch die Stadt.
Im Jahre 2004 warnten lokale AIDS/HIV-Organisationen in Nkoranza anlässlich des Apoo-Festivals vor der weiteren Verbreitung des HI-Virus in der Region.